# Marquinhos Trad
Marcos Marcello Trad (n. 28 august 1964, Campo Grande, Mato Grosso do Sul, Brazilia), cunoscut sub numele de Marquinhos Trad, este un avocat și politician brazilian. A fost primarul orașului Campo Grande, funcție deținută anterior de fratele său Nelson Trad Filho.

## Biografie
Este fiul fostului congresman Nelson Trad și al lui Therezinha Mandetta. Este fratele fostului primar din Campo Grande, Nelson Trad Filho și al fostului deputat federal Fábio Trad. A absolvit dreptul la Universitatea Federală din Rio de Janeiro (UFRJ). 
Ca avocat, s-a alăturat secției din Mato Grosso do Sul a Asociației Baroului din Brazilia în calitate de consilier, apoi a prezidat Comitetul de etică și disciplină. A prezidat Curtea Sportivă de Stat (TJD-MS).